# Anastasia-Bewegung

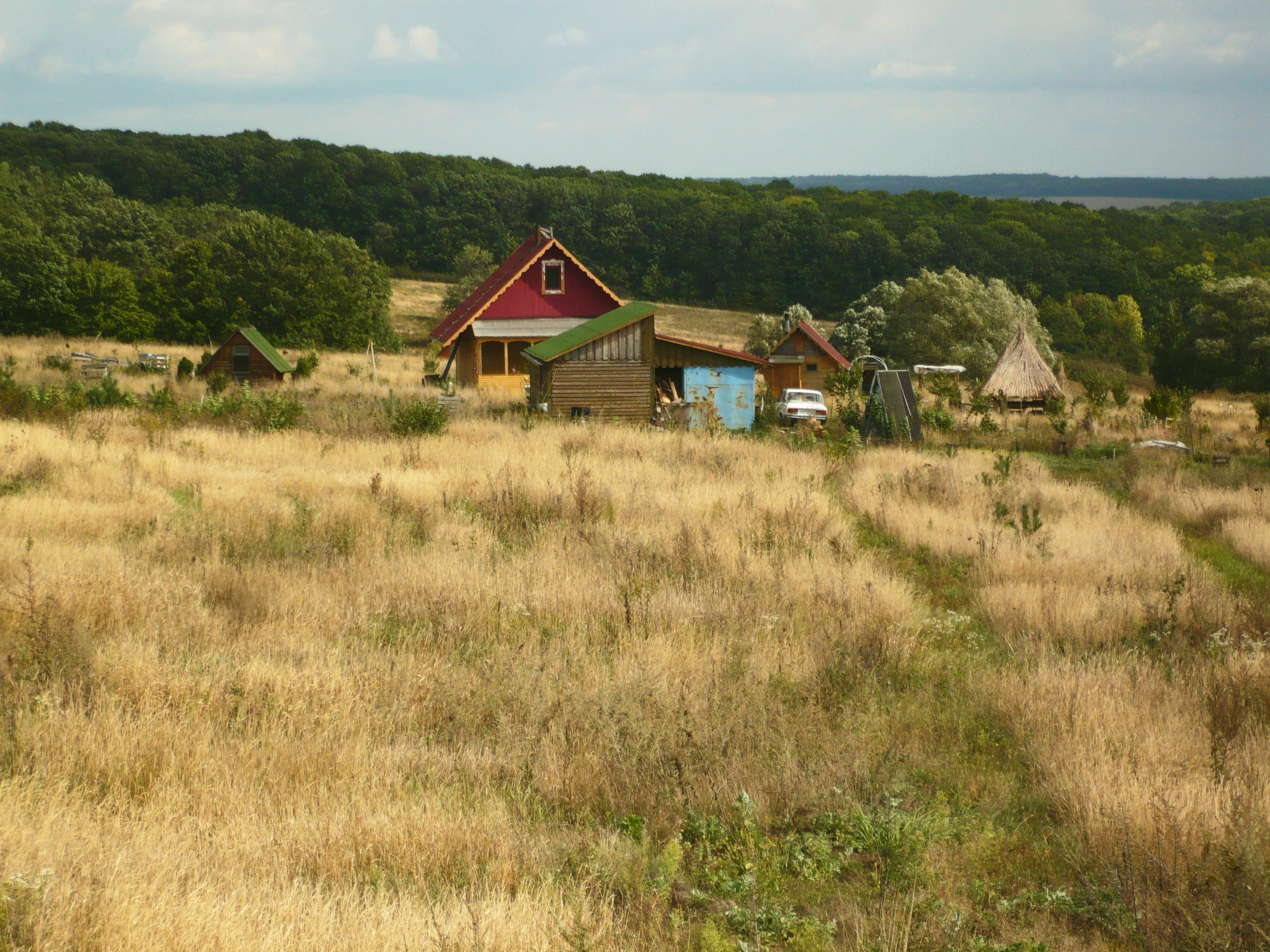
Gebäude der Anastasiasiedlung Korenskije Rodniki im Rajon Schebekinski, Oblast Belgorod, Russland

Die Anastasia-Bewegung (auch Anastasiabewegung) ist eine Neue religiöse Bewegung, die mit Biolandbau verbundene völkische Siedlungsprojekte verfolgt. Sie entstand 1997 in Zentralrussland durch die Anastasia-Schriften von Wladimir Nikolajewitsch Megre und verbreitet sich seitdem weltweit. Ihre Ideologie, die Anastasia-Lehren oder der Anastasianismus, wird der rechten Esoterik und dem Neopaganismus zugeordnet. Sie transportiert teils verschwörungsideologische, rassistische und antisemitische Inhalte. Deutsche Verfassungsschutzbehörden stufen die Bewegung als rechtsextremen Verdachtsfall ein; der Staatsschutz in Österreich beobachtet sie.

## Ideologie

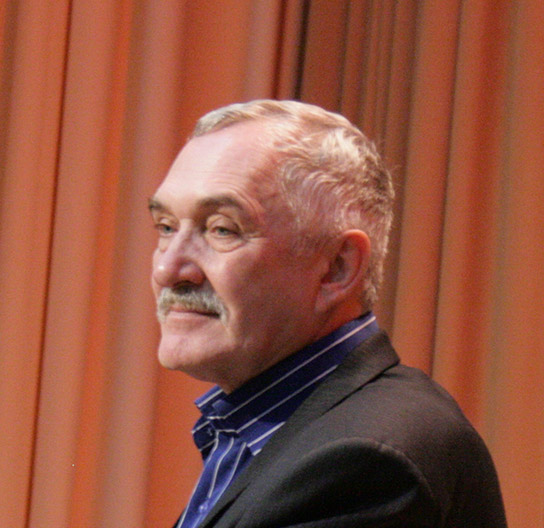
Wladimir Megre (2013)

Gründer der Bewegung ist der russische Geschäftsmann Wladimir Megre. Er verfasste von 1997 bis 2010 das zehnbändige Romanwerk Anastasia – Die klingenden Zedern Russlands. Es enthält Ideen und Ansichten zu Gott und der Schöpfung, zum Verhältnis des Menschen zur Natur, zum Geschlechterverhältnis, zur Kindererziehung und anderem.
Der Autor stellt seine Fantasiegestalt, die blonde junge Anastasia, als reale Person dar, die ihm ihr Wissen mitteilt und mit ihm eine Familie gründet. Er beschreibt sie als gottähnliche, allwissende, mit „paranormalen“ Fähigkeiten ausgestattete Botschafterin einer fiktiven Urkultur von „Wedrussen“. Er behauptet, deren Nachkommen würden heute noch in der sibirischen Taiga leben. Von ihnen sollen Asiaten, Europäer, Russen und Amerikaner abstammen. Die fiktive Rasse der „Wedrussen“ erfand der rechtsextreme russische Philosoph Alexander Dugin, Vertreter des Eurasismus, als Gegensatz zur vermeintlich unter jüdischer Vorherrschaft stehenden liberalen Zivilisation.
So stellt Megre der urbanen technisierten Zivilisation ein naturnahes, spirituell hochstehendes Dasein gegenüber. Grundzüge seiner von Band zu Band veränderten „Lehre“ sind: Die Religionen, besonders Judentum und Christentum, seien von finsteren und habsüchtigen Priestern erfundene manipulative Systeme zur Versklavung der Menschen. Ihre Zentralfiguren (Mose, Jesus, Buddha und Mohammed) seien nur Anastasias ältere Brüder, von denen keiner vollkommene irdische Liebe erlangt habe. Im „Wedismus“ der Urzeit habe es ein „gefühlsmäßiges Wissen“ gegeben. Das folgende dunkle Zeitalter des Okkultismus sei nun zu Ende. Heute könne man ein himmlisches Paradies auf Erden erschaffen. Als göttliche Erlöserfigur habe Anastasia die Menschheit von der Dunkelheit zum Licht geführt.
Eingestreut in Megres Werk sind Verschwörungsmythen: Der Zusammenbruch der Sowjetunion (1990) sei durch eine ideologische Manipulation erfolgt; „eine gewisse Organisation“ beherrsche die Russisch-Orthodoxe Kirche und diffamiere weltanschauliche und religiöse Gruppen wie die Anastasianer als „Sekten“; die Demokratie sei die „gefährlichste Illusion der Menschenmassen“, geschaffen vom ägyptischen Hohepriester „Dämon Kratie“, um die Herrschaft einer „Priesterorganisation“ über Staaten und Regenten zu festigen; die westlichen Demokratien seien dekadent und deformiert; ihre Journalisten würden unter anderem „die Brisanz der jüdischen Frage“ unterdrücken. Die Juden sähen sich als auserwähltes Volk; die Christen versuchten, den Menschen klein und sündig zu halten. Die jüdischen Priester hätten die frühchristliche Lehre umgedeutet und ihnen hörige Sklavenmenschen („Bioroboter“) geschaffen. Drahtzieher des Weltgeschehens seien ein levitischer Oberpriester mit fünf ihm helfenden Priestern. Sie seien Anastasias aktuelle Gegenspieler.
Den Holocaust und das jahrtausendalte Leid der Juden erklärt Megre damit, „dass sie Verschwörungen gegen die Macht anzettelten. Sie versuchten alle zu betrügen, vom jungen bis zum alten. Von einem, der nicht sehr reich sei, versuchten sie wenigstens etwas wegzunehmen, und bei einem Reichen sind sie bestrebt, ihn ganz und gar zu ruinieren. Das bestätigt die Tatsache, dass viele Juden wohlhabend sind und sogar auf die Regierung Einfluss nehmen können.“ In der Buchreihe repräsentieren Juden immer wieder „das Böse“, „die Moderne“, „die Demokratie“ und „die Dunkelmächte“. So will der jüdische Oberpriester Anastasia töten, weil sie seine angebliche Verschwörung aufgedeckt habe.
Weiter behauptet Megre, die Juden hätten die Presse verschiedener Länder unter ihre Kontrolle gebracht, das Fernsehen sei von Grund auf jüdisch, und Juden kontrollierten größtenteils auch den Geldfluss. Grund dafür sei: „Die Juden sind einfach zu dieser Sonderstellung verpflichtet, und wir sind verpflichtet, uns ihnen zu unterwerfen, und zwar ist dies gesetzlich abgesegnet.“ Dann fordert die Romanfigur von allen Nichtjuden, denen ihr angeblich untergeordneter Zustand missfällt: „… lassen Sie uns gemeinsam versuchen, einen Weg zu finden, um dieses Problem zu lösen.“ An dieser Suche könne sich jeder beteiligen; Kleingärtner seien die Retter des Planeten.
Megre begründet sein Ideal der Einehe weißhäutiger heterosexueller Partner mit der widerlegten genetischen Theorie der Telegonie, wonach der erste männliche Sexualpartner einer Frau Gestalt und Phänotyp auch ihrer späteren, von anderen Männern gezeugten Kinder präge. Er behauptet, weißen Ehepaaren werde gelegentlich ein schwarzes Kind geboren, „weil seine Oma oder die gebärende Mutter sexuellen Kontakt zu einem schwarzen Mann hatte“.
Die Erzählung von der mythischen wedrussischen Kultur beruht laut dem Theologen Vladimir Martinovitsch auf den Lehren verschiedener russischer Sekten und Kulte, die Megre zu einer neuen Glaubenslehre zusammengestellt hat. Zudem bedient Megre mit dem Ideal der „Wedrussen“ die in der Neuen Rechten gängige Begeisterung für Russland und dessen als starken Herrscher gefeierten Staatspräsidenten Wladimir Putin.
Kern der Ideologie sind Familienlandsitze nach Megres Vorgaben: Auf mindestens einem Hektar Land sollen jeweils ein Wohnhaus, ein Teich, Wiesen, Beete und ein Wald stehen, umgeben von einer dichten Hecke. Moderne Technik wie Strom, Internet, fließendes Wasser und moderne Medizin werden abgelehnt. Pflanzen sollen Menschen über ihren Gesundheitszustand informieren. Kontakte mit Fremden, auch anderen Anastasianern, gelten als schwierig, da man deren fremde „Schwingungen“ danach erst wieder in Ordnung bringen müsse. Die Bewohner glauben, mit Anastasias Gedankenstrahl in ständigem Kontakt zu sein. Die eigene, autarke Scholle ist ihr Ideal. Folglich streben sie eine eigene Schulform für ihre Ideologie an: die Waldschule nach der von Megre beschriebenen Schetinin-Pädagogik. Dort sollen sich die Kinder ohne Lehrer, nur mit anwesenden Lernbegleitern, gegenseitig unterrichten. Ihren Betreuern werden ein starker Patriotismus und paramilitärischer Drill abverlangt. Die von Anastasianern mancherorts aufgebauten LAIS-Lerngruppen wurden aus dem Schetinin-Konzept entwickelt.
Die Anastasialehre kombiniert parawissenschaftliche und neureligiöse mit antidemokratischen, antisemitischen und rassistischen Motiven. Sie ist anschlussfähig für verschiedene alternative Milieus und wird in der Esoterik, der Permakultur, in sozialutopischen Gemeinschaftsprojekten und bei neuheidnischen Gruppen rezipiert. Die Bewegung ist weitgehend unorganisiert und erscheint als loses Netz von Einzel- oder Gruppeninitiativen, die Familienlandsitze gründen und für ökologische Themen werben.

## Russland
Im Anschluss an Megres Publikationen bildeten sich ab 1996 in Russland Leserkreise, die sich ab 2001 als Vereine etablierten und Konferenzen zum Diskutieren der Anastasialehren organisierten. Dafür wurde durch Zeitschriften, Audios und Videos sowie Zedernöl ein Markt geschaffen. Megre ließ den Produktnamen „Die klingenden Zedern Russlands“ rechtlich schützen. Ab 2010 wurden zunehmend Familienlandsitze gegründet. Bis 2011 sollen schon 700 in Russland bestanden haben. Durch erste Übersetzungen der Anastasiabücher wurde die Bewegung internationalisiert.
Seit 2016 dürfen Russen nach einem Gesetz Putins im fernen Osten Russlands gratis bis zu einem Hektar Land erwerben. Das gab der Anastasiabewegung enormen Auftrieb. In einigen schwach besiedelten Regionen Russlands gaben Lokalregierungen den Anhängern kostenlos Land. Der frühere Staatspräsident Dmitri Medwedew lobte 2008 die Familienlandsitze. Im Gegenzug rief Megre die Anastasia-Anhänger stets zur Unterstützung Putins auf.
Nach russischen Medienberichten bestanden 2016 schon 337, laut Megres Eigenangabe rund 370 Anastasia-Siedlungen in Russland. Bis 2021 listete ein offizielles Register mehr als 230 Anastasia-Siedlungen in Russland auf. Ihre genaue Zahl ist unbekannt, da sie keine zentrale Verwaltung haben.
Nach verschiedenen Schätzungen leben in diesen Siedlungen 10.000 bis 50.000 Menschen.
Die Bewegung ist auch politisch aktiv und hat sich in einer Reihe lokaler oder regionaler Organisationen konstituiert, die locker zusammenarbeiten. So bestehen personelle, ideologische und strukturelle Verbindungen in rechtsradikale Szenen.

## Deutschland

### Siedlungen
Bis 2022 entstanden mindestens 20 deutsche Standorte der Anastasiabewegung. Sie hatten 2021 nur etwa 50 Mitglieder, doch an Anastasiafestivals nahmen bis zu 800 Personen teil. Das „Familienlandsitz & Siedlungsforum“ auf Telegram, das die Anastasiabewegung in Deutschland vernetzt, hatte im Dezember 2020 mehr als 3300 eingeladene Mitglieder. Insgesamt wuchsen die deutschsprachigen „Anastasia-Kanäle“ laut einem Bericht bis März 2023 auf rund 250.000 Abonnenten.
1999 erschien der erste ins Deutsche übersetzte Band der Anastasiabücher in einem mit Megres Erlaubnis gegründeten Kleinverlag in Neustadt an der Weinstraße. Fortan wurden sibirische Zedernprodukte in Deutschland vermarktet, die Ideologie als „wedrussisches Wissen“ über Seminare und Kurse verbreitet und Reisen zu Familienlandsitzen in Russland angeboten. Ab 2001 besuchte Megre Lesertreffen in deutschen Städten. Ab 2012 entstanden die ersten deutschen Familienlandsitze. 2018 rief Megre auf der Frankfurter Buchmesse zur Bildung weiterer Landsitze auf, warb für Zedernprodukte und zeigte einen Film über die Schetininschule.
2014 gründeten Maik Meinhard Schulz und Aruna Palitzsch ihr Siedlungsprojekt Weda Elysia („Wissen um das Paradies“). Weda („Weisheit“) Elysia („Ort der Seligen“) steht für das Anastasia-Ideal der Familienlandsitze. Die Gruppe will an den „Kraftorten unserer Ahnen“ wirken. Fleischkonsum ist ihr verboten. Eine Haartracht- und Kleiderordnung zementiert eine Rollenverteilung zwischen Mann und Frau. Einkünfte stammen aus dem Verkauf von Naturprodukten und Anastasiabüchern auf Märkten. Schulz bewarb die Webseite familienlandsitze.org, die zu „Selbstermächtigung durch Selbstversorgung“ aufrief.
Die Website Familienlandsitze.de bewarb bis 2014 das Projekt Nordlicht bei Ferdinandshof. Iris Wetzig plante zudem das Projekt „Goldbach“ in Mecklenburg und beteiligte sich am Aufbau des Familienlandsitzes Landolfswiese in Grabow.
2018 kaufte die Gruppe Weda Elysia den Dorfgasthof in Wienrode (Sachsen-Anhalt) und nannte ihn Haus Lindenquell. Für den Umbau zu einem kulturellen Zentrum rief die Gruppe zu Spenden auf und gründete drei gemeinnützige Vereine, darunter den Heimatverein Lindenquell e. V. für „Brauchtum (Volkstanz und -gesang)“ und „unsere deutschen Werte und Tugenden“. Mit einem Seminar für „Landsitzgestalter“ von 2019 und einem Gruppenvideo Herzkraft von 2020 verbreitete Weda-Elysia eine völkische, antimoderne Ideologie, die der neurechten Idee des Ethnopluralismus folgt.
Markus und Iris Krause gründeten 2014 in Grabow bei Blumenthal die Anastasiasiedlung Goldenes Grabow – Familienlandsitz Landolfwiese. Seit 2006 hat Markus Krause Kontakte zur rechtsextremen Jungen Landsmannschaft Ostpreußen (JLO) und zum antisemitischen Ludendorffer-Bund. Als vom Land Brandenburg öffentlich bestellter Landvermesser erhielt er frühzeitig Kenntnis von zum Verkauf stehenden Flächen und Gebäuden. 2020 besaß seine Gruppe schon mehr als 80 Hektar Land. Mindestens sechs beteiligte Familien erwarben die Grundstücke durch „Landfreikauf“ und bezogen Tiny Houses, Wohnwagen und Zelte auf einem Waldgelände. Landesregierung und Europäischer Landwirtschaftsfonds für die Entwicklung des ländlichen Raums bezuschussten eine Siedlungsscheune mit erheblichen Mitteln. – Krause war zeitweise Ortsvorsteher Grabows. 2015 warnte das Ehepaar die Dorfbewohner vor dem „Zufluss“ junger Männer aus Afrika, Asien und dem Balkan und forderte eine „Dorfwehr“. Im selben Jahr errichtete der rechtsextreme Sturmvogel – deutscher Jugendbund ein Lager auf ihrem Gelände. 2017 traten Ludendorffer bei einem Anastasiafestival in Grabow auf. 2018 lud Iris Krause zum Frühlingsfest Goldenes Grabow auch NPD-Politiker ein. Auch zu Weda Elysia bestehen enge Kontakte. Die Anastasiasiedler in Grabow planten eine eigene Schule; einige sandten ihre Kinder im Frühjahr 2020 nicht mehr in die staatliche Schule. Im November 2021 schrieb ein Anwalt Krauses, das Projekt habe sich aufgelöst. Doch es war weiterhin im Handelsregister eingetragen und hatte rund 20 Mitglieder vor Ort, die andere Dorfbewohner mit Hausbesuchen bedrängten.
Der Permakultur-Aktivist Konstantin Kirsch baut seit 2006 im nordhessischen Bauhaus (Nentershausen) einen Familienlandsitz, bestehend aus Waldgärtnerhaus und Waldgartendorf, nach dem Vorbild der Anastasia-Bücher auf. Zu einem Anastasiafestival 2013 dort habe Kirsch laut Stephan Trüby gezielt auch Reichsbürger eingeladen. 2014 publizierte er mit Lutz Rosemann einen Anastasia-Index, ein Stichwortverzeichnis für alle zehn Anastasia-Bände, das es den Anastasia-Anhängern ermöglicht, „Weisheiten und Anweisungen der Fantasiefigur Anastasia wie in einem Lexikon nachzuschlagen“. Dafür genieße er Ansehen in der Anastasia-Szene. 2015 kaufte er mit Spendengeldern das Grundstück über seinen im Vorjahr gegründeten Verein Projekt Waldgartendorf e. V. 2018 ließ er sich auf dem Anastasiastand der Frankfurter Buchmesse vor 200 Anhängern von Wladimir Megres Enkelin interviewen. Daher kann Kirsch laut Trüby gesichert als „eine zentrale Figur der Anastasia-Bewegung in Deutschland und darüber hinaus“ gelten. Auf seinem Blog propagiert Kirsch einige der bei Querdenkern, QAnon-Anhängern und Klimawandelleugnern üblichen Verschwörungsthesen.
Der Landwirt Robert Briechle gründete in Unterthingau (Allgäu) einen Mutterhof für ökologische „Familiengärten“ und Permakultur nach den Ideen der Anastasiabücher.
Zum Anastasiaprojekt LebensRaum e. V. bei Dresden (Sachsen) gehörten 2018 insgesamt 17 Familien. Der Vereinsmitgründer Robert Köhn war bis 2016 Reichsbürger. Die Mitglieder wollen die Region mit einem „Ring aus Naturgartendörfern“ nach den Anastasialehren umgeben. Dazu bewarb sich der Verein 2018 beim Projekt Zukunftsstadt um Bundesfördergelder. Bis dahin besaß er nur eine Streuobstwiese, suchte aber weitere Flächen am Stadtrand Dresdens zur Selbstversorgung gegen erwartete künftige weltweite Handelskriege. Nach Kritik löschte der Verein die Anastasiabücher von seiner Webseite, grenzte sich aber nicht von rechter Esoterik ab.
Die LebensOase in Altusried-Schmidberg (Bayern) wurde 2022 ausgesetzt, weil sich Bürgermeister und Eigentümer der Flächen, die die Bewegung kaufen wollte, distanzierten.
Im Bundesland Brandenburg gibt es die Anastasiaprojekte Oase Goldammer in Werder (Havel), das Traumland Lychen sowie Siedlungsprojekte in Steinreich und Liepe (Barnim). 2019 machte eine Fernsehsendung das „Traumland Lychen“ bekannt. Der Sprecher André Proetel soll intern Reichsbürger-Ideologie vertreten haben. Anfang 2023 wollten Anhänger von Peter Fitzek (Königreich Deutschland) mit Hilfe der schon ansässigen Anastasiasiedler in Lychen-Rutenberg 44 Hektar Land und mehrere Häuser kaufen. Verfassungsschützer warnten die Dorfbewohner davor.
Seit 2015 bauen Dietrich Kuhn und seine Familie das Schloss Ober-Neundorf bei Görlitz zu einem Anastasiazentrum aus. Dort fanden bereits viele Veranstaltungen zu deren Lehren und Themen statt. Die Familie ist in der rechtsesoterischen Szene vernetzt und erhielt bis Juli 2023 insgesamt rund 900.000 Euro staatliche Fördermittel zur Renovierung des Schlosses. Die Deutsche Stiftung Denkmalschutz stellte ihre Förderung nach kritischen Berichten dazu 2023 ein. Die Schlossfassade trägt die Parole „Friede, Freiheit, Selbstbestimmung“ sowie die Rune Algiz, die der Verein Lebensborn in der NS-Zeit als Fruchtbarkeitssymbol zur Aufzucht von „Ariern“ genutzt hatte.
Im Sommer 2021 suchte eine Anastasiagruppe aus Detmold mit Kleinanzeigen ein Gemeinschaftshaus mit großem Garten für mehrere Familien im Kreis Lippe. Eine geplante Anastasiasiedlung in Irsee (Ostallgäu) verhinderte der Bürgermeister des Ortes.
Der Reichsbürger Thomas Patock, der sich „König von Wedenland“ nannte, gründete im Faßberger Ortsteil Gerdehaus (Niedersachsen) den Familienlandsitz Arvids Gutshof bzw. Wedenland. Die deutsche Anastasiapionierin Christa Jasinski und ihr Sohn Simon Below bauten den Familienlandsitz Talmühle in Cursdorf (Thüringen) auf. Felix Krauß aus Schkeuditz baute bis 2018 Weda Elysia mit auf und gründete dann im Ostharz als Selbstversorger einen eigenen Landsitz, ebenso die Heilpraktikerin Christina.

### Schulen
Während der COVID-19-Pandemie in Deutschland entstanden bis März 2022 in der Querdenker-Szene in Baden-Württemberg rund 30 illegale Schulprojekte nach der Schetinin-Pädagogik. Danach sollten in einer illegalen Querdenker-Schule in Deutelhausen/Schechen bei Rosenheim (Oberbayern) rund 50 Kinder unterrichtet werden. Die Gründerin Sonja Bergfeld, eine Lehrerin, hat Bezüge zur Anastasiabewegung und zum in Österreich ansässigen Verein Gaudium in Vita. Dieser bietet Impfgegnern und Maskenverweigerern gegen eine Gebühr an, ihre Kinder bei einem Forschungsprojekt Selbstbestimmtes Lernen anzumelden, um die Schulpflicht zu umgehen. Im September 2021 schlossen die Behörden die als „russisches Staatsgebiet“ deklarierte Schule. Sonja Bergfeld beantragte dann mit ihren Kindern in Russland Asyl, gründete bei St. Petersburg den Familienlandsitz Altpreußische Gemeinde Bergfeld und warb mit einem „Hilferuf der Deutschen Völker“ auf Telegram um Spenden dafür.
Rowena Jentgens aus Breitenbrunn (Schwaben) versuchte mit ihrer Anastasiagruppe 2021 Immobilien für den Landsitz LebensOase zu kaufen und rief im Dezember 2021 online dazu auf, Kinder statt in staatliche Schulen in illegale Lerngruppen und Untergrundschulen zu schicken. Im Februar 2023 berichtete sie in Rolf Krons Online-Sendung von ihrer heimlichen häuslichen Lerngruppe und ihrem Versuch einer Schulgründung für bis zu 120 Familien. Die Behörden stoppten die Schulprojekte von Querdenkern und Anastasia-Anhängern in Esslingen, Essingen, Rosenheim, Gablenz, Neudorf im Erzgebirge, Rechenberg und Erlangen. Eine Petition der zum Verein Gaudium in Vita gehörigen Rechtsanwältin Katja Senkel für „Online-Schulen“ in Thüringen von 2022 wurde von der dortigen Alternative für Deutschland (AfD) und der rechtsextremen Gruppe Freies Thüringen unterstützt.

### Netzwerk
Ab 2014 fanden jährliche Anastasiafestspiele Deutschland statt, erstmals auf Burg Ludwigstein, 2015 in Grabow bei Blumenthal, 2016 in der Rhön und 2017 beim Verein Am Windberg in Thüringen. Ab 2018 kamen kleinere regionale Festivals an vier Orten in Hessen und Mecklenburg-Vorpommern hinzu. Dies förderte die Vernetzung mit Gruppen des Veganismus, Rechtsesoterikern, Reichsbürgern und Selbstverwaltern.
Der Rechtsextremist Frank Willy Ludwig verbreitet die Anastasialehren seit 2011 von der Siedlung in Liepe aus im deutschsprachigen Raum. Laut seinen Webseiten ist sein „Auftrag“: „Arisches Wissen in den Stämmen erwecken, Reinigung von Mensch und Raum“. In Vorträgen über die „Gesetze der Reinheit des Blutes“ behauptet er, „Rassenmischung“ verhindere den Kontakt zu den Ahnen. Versuche, „den Schwarzen ein Gewissen einzupflanzen“, seien gescheitert. Arier seien Außerirdische. Die Holocaustleugnerin Ursula Haverbeck sei ein „Herzensmensch“. Der Hitlergruß, den er nach Vorträgen öfter zeigt, sei ein Sonnengruß der Ahnen. 2016 veröffentlichte Ludwig das Buch Stammeslandsitze, Siedlung & Schule, das er als „das Buch–SSS“ abkürzt. Seine Website Urahnenerbe Germania, geziert von einer kaum veränderten Swastika und Sig-Rune, fordert den „Aufbau natürlicher Stammeslandsitze […] durch das Erforschen und Praktizieren der Lebensweisen unserer Urahnen, der wedischen Hochkultur von Slawen und Ariern“, nennt als Quelle das „SS-Ahnenerbe“ und die pseudowissenschaftliche „Forschungsgemeinschaft Deutsches Ahnenerbe“. Ludwig forderte beim Anastasiafestival von 2017, Adolf Hitler und der NS-Ideologie zu folgen: „Kümmert euch um eure Frau. Zeugt Kinder. Schafft euch einen Garten an, fertig. Das ist es doch, was der Führer auch gesagt hat. Blut und Boden. Kraft durch Freude.“ Nach Recherchen des Fernsehmagazins Kontraste sagte er 2019, man werde „die jüdische Rasse an der grauen Hautfarbe und den dunklen, finsteren Augen der Nacht erkennen“. Auch Homosexualität sei „rassisch bedingt“. Anastasia-Anhänger zur Tarnung „etwas Schönes“ gründen, die Menschen durch Gesang, Kleidung und Tanz „bezaubern“ und sich im Volk beliebt machen; dann könne „kein Politiker, keine dunkle Macht mehr sagen: Ey, das sind Böse.“
Ludwig hat enge Kontakte zu Holocaustleugnern, Reichsbürgern, Identitären und Anastasiagruppen in Österreich und der Schweiz. Er trat gemeinsam mit dem Neonazi Meinolf Schönborn, mit dem Schweizer Antisemiten Heinz-Christian Tobler, mit Holocaustleugnern um Ernst Köwing und Gerhard Ittner sowie bei Neonazi-Aufmärschen zum Jahrestag der alliierten Luftangriffe auf Dresden auf. Er übersetzte die Schriften der Ynglismus-Sekte ins Deutsche und erläuterte im Vorwort Ausdruck „Große Rasa“ für weißhäutige Menschen, den er auch in seinen Vorträgen als übliches Codewort für „weiße Rasse“ benutzt.
Der Holocaustleugner Thomas Patock vertrieb Anastasia‐Produkte und gesundheitsgefährdende Präparate über seine Website, vertrat Megres Telegonie-Thesen als Mittel gegen „Rassenschande“ und rechtfertigte dies mit Zitaten aus den Nürnberger Gesetzen des NS-Regimes. 2016 wurde er rechtskräftig wegen Volksverhetzung verurteilt. Auf seinem Wedenland veranstaltet Patock Samhain-Feste und Konzerte mit Dieter Strobel (Dieter der Barde) aus Bremerhaven und Jens Lachenmayr aus Augsburg (Eloas min Barden), der zu Michael Ballwegs Gruppe Querdenken 711 gehört. Patocks Propagandatexte zitieren etwa den nationalsozialistischen Dichter Erich Limpach. Patocks Bruder, nach Eigenangaben früher Feldjäger der Bundeswehr, hat Kontakt zur AfD in Uelzen. In ihrem Telegramkanal schreiben die Brüder über heidnische Bräuche und vom Kopp-Verlag vertriebene angebliche Augenzeugenberichte von Christa und Alf Jasinski (Thalus von Athos) über eine Zivilisation im Erdinnern. Christa Jasinski und Felix Krauß leiteten 2015 ein Treffen in der Anastasiasiedlung Grabow. Krauß bemühte sich auf Anastasiafestivals um einen neuen Text für Das Lied der Deutschen. In seinem Buch Die Geburt des neuen Zeitalters beschwört er einen „Untergang des Abendlandes“ und entfaltet zustimmend Megres antisemitische Thesen. Man müsse „mit Adolf Hitler Frieden“ finden, seine „Dämonisierung“ beenden und verstehen, warum Millionen Menschen jenem „außergewöhnlichen Menschen an der Spitze“ folgten.
Auch Wjatscheslaw Seewald vertritt die Telegoniethese. Er propagierte 2011 auf YouTube mit dem Sektengründer Aleksandr Khinevich die „Slawisch-Arische Rasse“, verteidigte 2013 die Swastika als uraltes, nicht nazistisches Symbol und fotografierte sich 2017 mit dem rechtsextremen Björn Höcke. Das Bundesamt für Verfassungsschutz (BfV) nannte Seewald 2021 als demokratiegefährdenden Verbreiter antisemitischer Verschwörungsideologien. Er war Administrator des Telegramkanals Putin Fanclub, der seit dem Angriffskrieg Russlands gegen die Ukraine für rund 36.000 Abonnenten russische Staatspropaganda verbreitet.
Der YouTubekanal von Weda Elysia bot unter anderem Filmclips zum Chef der Identitären Österreichs Martin Sellner, zur Anti-Gender-Aktivistin Birgit Kelle und zur QAnon-Ideologin Eva Herman an. Der Telegramkanal von „Haus Lindenquell“ verlinkte zeitweise auf die Identitäre Bewegung sowie auf einen von Ursula Haverbeck gegründeten Verein. Weda Elysia hat enge Kontakte zum Holocaustleugner Nikolai Nerling. Dieser veranstaltet öfter Volkstänze mit Anastasia-Anhängern vor dem Berliner Reichstagsgebäude, versuchte im September 2020 in Quedlinburg eine Vorstellung des Buchs „Völkische Landnahme“ zu stören und inszenierte eine Verbrennung des Buchs.
2013 wurde auf Robert Briechles Mutterhof laut Teilnehmern auch Reichsbürgerideologie vermittelt. Seit 2018 beobachtet der Verfassungsschutz den Hof. Briechle bestritt, dass er Anastasia-Anhänger sei, traf sich aber im Juli 2020 mit Frank Willy Ludwig zu einem Gespräch, in dem er seine rassistischen Ideen vertrat. Trotz kritischer Berichte konnte Briechle in der Region weiter Permakultur und Familienlandsitze bewerben.
Die Anastasia-Bewegung Deutschland bewarb Briechles Mutterhof in einem Video mit Liedern des dort lebenden Sängers Schwerti von der Thing Au (Künstlername). Das Video zeigt den Milliardär Bill Gates mit einer Spritze in der Hand, gibt Hinweise auf Gehirnwäsche und auf QAnon. Auch Frank Willy Ludwig bewirbt die Videos des Sängers. Dessen Liedtexte verknüpfen QAnon-Symbole mit politischen Umsturzplänen. Der Journalist Sebastian Lipp („Allgäu rechtsaußen“) verwies auf „Reichsbürger“, „Querdenker“ und Anhänger der Freiwirtschaft Silvio Gesells im Umfeld von Allgäuer Anastasiagruppen. Er beschrieb ihre scheinbar rein ökologischen Projekte als Mittel, um sich vor Ort beliebt zu machen und dann allmählich rechtsradikales Gedankengut zu verbreiten.
Der Hamburger Professor Ralf Otterpohl bewarb die Anastasiabewegung in seinem Buch Das neue Dorf (2017) und führte deren rechtsextreme Tendenzen auf äußere Kritiker zurück. Nach Kritik wollte er die Passage in der nächsten Buchauflage entfernen lassen, verteidigte aber zugleich Robert Briechle und dessen Mutterhofprojekt.
Der Esoteriker Erich Hambach dankte Anastasia in seinem Werk Bargeld ade! Scheiden tut weh … (2016) neben den Verschwörungsideologen David Icke und Jan Udo Holey. Hambach begründete ab 2017 einen „Friedensweg“ und trat öfter bei der Organischen Christus Generation (OCG) und der Anti-Zensur-Koalition des Sektengründers Ivo Sasek auf. OCG-Anhänger aus Bautzen wollten ab 2018 eine Schetinin-Schule in Görlitz gründen. Darin sehen Beobachter ein Zusammenwachsen der Anastasiabewegung mit anderen verschwörungsideologischen Gruppen.
2020 veranstalteten Anastasiagruppen im Großraum Berlin mehrere nichtöffentliche Vernetzungstreffen, so am 29. November 2020 in der Waldschule Teufelssee beim Müggelsee und am 21. Dezember 2020 zur Feier der Wintersonnenwende in Putlitz (Landkreis Prignitz). Anastasia-Anhänger feierten im April 2021 in Pansfelde ein privates Fest der guten Früchte. Das Bündnis Bunter Harz protestierte dagegen.
Der Propagandist und Holocaustleugner Martin Laker vernetzt die Anastasiabewegung über seinen Telegramkanal mit rund 50.000 Abonnenten (Januar 2023) mit der QAnon- und der Reichsbürgerszene. Er will das jetzige „satanische Konstrukt“ der Bundesrepublik durch eine mehrjährige Militärdiktatur ablösen und danach das Deutsche Reich wiedererrichten. Er gab ein Gesprächsvideo mit Traugott Ickeroth heraus, einem Unterstützer der mutmaßlich rechtsterroristischen Patriotischen Union. Ab Mai 2021 plante Laker eine Akademie Engelsburg und rief Anastasianer dazu auf, dafür Regionalgruppen zu gründen. Angeblich entstanden daraufhin mehrere hundert Regionalgruppen auf Telegram. Markus und Elvira Mägel planten den Familienlandsitz Arche Achental (Bayern) und suchten dafür Mitstreiter, schlossen auf ihrer Webseite aber Personen aus, „die mit dem experimentellen RNA-Impfstoff infiziert“ oder impfbereit seien; die „an den menschengemachten Klimawandel glauben“; „Anhänger von Gender-Mainstream“; „Sympathisanten von Fluchthelfern und Schleusern illegaler Migranten, mit dem Ziel der Vermischung der Völker und Zerstörung Deutschlands“. Im Juni 2021 eröffnete Elvira Mägel eine eigene Telegramgruppe für Anhänger Martin Lakers, die „eine neue, wedische Erde und das neue, starke Deutschland aufbauen wollen“. Laker hält mit Telegramvideos Kontakt zu den lokalen Gruppen seiner „Akademie Engelsburg“, besucht viele davon persönlich und organisiert Konzerte für sie.
Mitglieder des Vereins Weda Elysia besuchten mehrmals Treffen der neonazistischen Artgemeinschaft – Germanische Glaubens-Gemeinschaft wesensgemäßer Lebensgestaltung im Südharz und unterstützen den Verein Schöne Harzer Heimat gegen den Bau von Windkrafträdern. Als Reaktion auf eine Gegendemonstration veranstalteten sie im August 2023 in Wienrode ein Volksfest. Unter den rund 120 Besuchern waren auch der AfD-Politiker Merten Wittig-Brandt aus Stapelburg, Mitglieder der Neonazipartei Die Rechte und Anhänger der früheren Harzrevolte sowie der Blankenburger Wölfe, des MMA Nationalist Fight Club und der NPD-Jugendorganisation Junge Nationalisten. Der Verein und seine Dorfschänke entwickeln sich laut Beobachtern zu einem Zentrum für Rechtsextreme der Region mit erheblichem Einfluss auf die Kommunalpolitik.
Der Reichsbürger Ingo K. aus Bobstadt (Baden-Württemberg), gegen den im April 2023 die Hauptverhandlung wegen mehrfachen versuchten Mordes an Polizisten beim Landgericht Stuttgart eröffnet wurde, war laut einer Gutachterin auch von Megres Anastasiabüchern beeinflusst und radikalisiert worden.

## Österreich
Im Jahr 2003 gründete die Rechtsanwältin Vera Weld in Wien nach Eigenangaben Österreichs ersten Anastasialesekreis. Seitdem engagiert sie sich für die Verbreitung der Anastasialehre im Land. Sie besucht oft völkische Landsitze in Russland, hält Vorträge und Seminare und wollte 2017 im niederösterreichischen Waldviertel einen eigenen Anastasialandsitz namens „Hoffen“ gründen.
2003 stellte Rupert Peterlechner seinen geerbten Bauernhof in St. Radegund (Oberösterreich) auf Permakultur um und nannte ihn „Anastasialand“. Er und seine Ehefrau vertreten die Ideen eines Familienlandsitzes mit Selbstversorgung und vermieten Ackerflächen. Das Ehepaar gründete auf ihrem Gelände eine private Montessori-Naturschule als „Anastasialand-Frühförderung und Bildungswerkstatt“ und erhielt 2010 die behördliche Erlaubnis für staatlich anerkannten Schulunterricht dort.
Nach der Lektüre von Auszügen der Anastasiabücher lobte der bekannte Permakultur-Vertreter Sepp Holzer die Bewegung in einem Interview im August 2010 als „Chance für alle Länder, vor allem jene der ehemaligen Sowjetunion“. 2014 entwarf er zusammen mit dem Unternehmer und Anastasia-Anhänger Andrei Alexejewitsch Nikitenko die landwirtschaftliche Konzeption für das große russische Siedlungsprojekt „As Grad“ bei Omsk. Nach einem Bericht darüber betonte er, er habe das Projekt nur beraten und sei selbst kein Anastasia-Anhänger.
Im November 2022 veröffentlichte die Dokumentationsstelle Politischer Islam Pläne und Lehren von Anastasiagruppen in Österreich. Demnach wollte eine Anastasiagruppe ab 2021 in Poppendorf im Burgenland ein 54 Hektar großes Gelände rund um einen Bauernhof kaufen, um dort eine „Akademie Elysion“ und eine Familiensiedlung mit Zelten und Hütten zu errichten. Der ehemalige deutsche Reisemanager Norman Kosin wollte über Telegram „hunderte Familien“ an seinen „Ort der Liebe“ bringen, einen von ihm gegründeten Familienlandsitz im Südburgenland. Im Juni 2021 bezog er mit Freunden den Krumphof in Poppendorf und plante dort unter anderem eine Privatschule für Kinder. Dort sollte eine naturnahe Lebensweise und Seminare zum „wahren Inhalt von Anastasia“ vermittelt werden. Obwohl die Gruppe durch die Proteste während der Corona-Pandemie Zulauf erhielt, konnte sie den vereinbarten Kaufpreis von 2,5 Millionen Euro nicht aufbringen und gab das Gelände 2022 dem Vorbesitzer zurück. Im Juli 2022 musste Kosin das Gelände verlassen. Im November 2022 übernahm ein Projektpartner die Akademie und führte sie unter neuem Namen fort. Auch Kosin blieb organisatorisch in der Region aktiv. Auf seinem Telegramkanal hatte Kosin behauptet, jedem Deutschen seien mehr als die Hälfte seiner Lebensarbeitsleistung von „den Zionisten“ gestohlen worden; „dunkle Mächte, das Böse selbst,“ hielten „uns in einer Bio-Matrix gefangen“. Ferner hatte er ein YouTube-Video „Das geheime Netzwerk der Rockefellers“ mit antisemitischen Inhalten geteilt. Er erklärte dem ORF, er empfinde die Inhalte als wahr, bestritt aber, dass er Antisemit sei.
Ein Verein in Tirol für Familien, die sich für eine Lebensweise nach Anastasia-Art interessieren, hatte 2021 laut dem Gründer Bruno W. 20 Mitglieder und einen „Partnerplatz“ am Wörthersee. Bis dahin gab es geschätzt sechs Anastasialandsitze in Österreich und Pläne für einige weitere.
Seit 2014 gründet die Anastasiabewegung in Österreich häusliche Lerngruppen oder Lernkurse nach dem LAIS-Konzept, zuerst in Klagenfurt, dann in Salzburg, im Waldviertel, in der Steiermark und Oberösterreich. Sie werden als Alternative zur Regelschule und deren Leistungsdruck beworben. Man verspricht interessierten Eltern kurzfristige riesige Lernerfolge durch „natürlichen“, angstfreien, gegenseitigen Unterricht der Kinder. Die Herkunft des Konzepts aus der russischen Rechtsesoterik wird verschwiegen oder verdeckt. Die Gründerin der Klagenfurter Laisgruppe Alexandra Liehmann bestritt ihre Bezüge zur Anastasiabewegung, gehörte nach Medienrecherchen jedoch zum Lesekreis der Wiener Anwältin Vera Weld. Mit ihr besuchte Liehmann völkische Landsitze in Russland, las die Anastasiabücher, lernte das Schetininkonzept kennen und wollte es daraufhin in Österreich verbreiten. Bis mindestens 2012 leitete sie eine „Anastasia Gruppe Kärnten“ und organisierte „Mutter-Kind Anastasia Treffen“ zu den Themen „Siedlungsprojekt, Tauschkreis, Anastasia-Ideen im Alltag umsetzen (…) Stand Familienlandsitze in Russland, Reiseinformationen für Russlandreise in Siedlungen, Dolmen & Schetinin-Schule von Gast Vera Weld“. Die Klagenfurter Lais-Gruppe bildet Lernbegleiter anderer Lerngruppen aus, darunter Anastasia-Anhänger. Der esoterische Verein „Gaia“, der angeblich 4.000 Mitglieder hat und für Ryke Geerd Hamers rechtsradikale „Germanische Neue Medizin“ wirbt, unterstützte die Gründung in Klagenfurt. Der Manager Eduard Kaan startete 2015 ein Laisprojekt in Hof bei Salzburg mit der deutschen Dietlinde B. vom Bundesvorstand des rechtsextremen Jugendbunds „Sturmvogel“, einer Abspaltung der verbotenen Wiking-Jugend. Auf Nachfragen behauptete Kaan, er habe nichts von B.s rechtsextremen Aktivitäten gewusst und nicht überprüft, woher die Interessenten an seinem Projekt kamen. Er selbst erhielt von dem Verein „Golden Earth Vision“ Räume und trat bei „Krypto-TV“ auf, dessen Gründer offen den Holocaust leugnete und Impfgegner, Verschwörungsideologen und Esoterikautoren interviewte.
Christian Kreil (Der Standard) führt die Verehrung Putins in Österreichs Esoterik- und Coronaleugnerszene maßgeblich auf den Einfluss der Anastasiabewegung zurück: Megres Schriften „strotzen vor verklärter Landleben-Romantik und vor Antisemitismus“, machten Russland zur „Metapher für Weisheit und erdverbundene Spiritualität“ und zur Projektionsfläche für autoritäre, rückwärtsgewandte Sehnsüchte.
Österreichs Verfassungsschutz rechnete der Bewegung in Österreich bis Juli 2023 rund 800 Personen zu. Die Gruppen sind dezentral organisiert und vernetzen sich vor allem über Telegram. Dort hatte der Kanal „Anastasia Hörbücher“ im November 2022 mehr als 20.000 Abonnenten.

## Schweiz
Die russische Nationalistin Wladislawa Ruggle wanderte 1995 in die Schweiz aus und verbreitet seither die Anastasialehren im ganzen deutschsprachigen Raum. Sie betrachtet Homosexualität als Erfindung „jüdischer Hohepriester“ und Mittel „der Eliten“, um einen „Genozid an der weißen Rasse“ durch Kinderlosigkeit herbeizuführen. Dies vertrat sie etwa in einem Werbevideo für ihr „Kraft der Ahnen“-Seminar im Kanton Baselland. Durch ihre Kontakte verbindet sie die Anastasiabewegung mit deutschsprachigen und russischen Rechtsextremen. Zu ihren Mitstreitern gehören der russische Nationalist Oleg Pankow, der 2017 beim rechtsextremen Verein Gedächtnisstätte in Guthmannshausen die Sig-Rune der Waffen-SS verherrlichte, sowie Wjatscheslaw Seewald, Frank-Willy Ludwig vom Urahnenerbe Germania und der als „Nazi-Druide“ bekanntgewordene Burghard Bangert. Dieser hatte den Mord am Kassler Regierungspräsidenten Walter Lübcke 2019 begrüßt und zu Gewalt gegen Juden, Asylsuchende und Linke aufgerufen. Danach waren bei ihm mehrere Waffen sichergestellt worden.
Im November 2015 gründeten Anastasia-Anhänger den Verein „Familienlandsitze Schweiz“. Als dessen Pressesprecher warb der ehemalige Franziskanermönch Beno Kehl 2019 für die Gründung von Familienlandsitzen und die Anastasialehren. Er behauptete auf Nachfragen, er habe antisemitische und rassistische Passagen der Anastasiabücher „schlicht überlesen“. Nach einem Bericht darüber nahm er die Bücher von seiner Homepage.
Thomas-Heinz Wegmüller gründete in Bern die Anastasiagruppe „Wedia Helvetia“. Wegmüller propagiert Selbstversorgung von Familien auf dem Land, um die Gesellschaft zu retten und das „Paradies im Garten Eden“ wiederherzustellen. Er lud 2017 den deutschen rechtsextremen Esoteriker Frank Willy Ludwig zu einem Vortrag auf den Allerheiligenberg im Kanton Solothurn ein.
Die Anastasiagruppe Cine12 in Thun ging aus der verwandten Gruppe We are Change Thun hervor. Der Gründer Heino Fankhauser lud den deutschen Rechtsextremisten Frank Willy Ludwig 2017 zu Vorträgen in Thun und Solothurn ein. Nach Bekanntwerden sagten die Eigner der gemieteten Veranstaltungsräume jedoch ab. Ein weiterer Ableger der Bewegung in Winterthur wurde 2018 durch einen Sorgerechtsstreit bekannt.
Um 2017 gründeten Schweizer Anastasia-Anhänger ein „Lais-Institut“ für Schulprojekte nach dieser Methode. Das Institut legt nicht offen, dass die Anastasiabewegung dahinter steht. Laisprojekte entstanden in Grosswangen, Lenzburg, Luzern und Zürich. Die Betreiber stellten Anträge auf Privatschulen bei Behörden und erhielten in manchen Orten Bewilligungen, Kindergruppen zuhause zu unterrichten. Sie propagieren laut der Beratungsstelle Infosekta ein „natürliches Lernen“, das Kindern wieder Zugang zu ihrem „kosmischen Urwissen“ verschaffen soll, mit dem sie sich angeblich den Stoff der gesamten Schulzeit in nur einem Jahr aneignen könnten.
Im Juli 2022 bewilligte der Kanton St. Gallen in Uznach eine Privatschule, die sich auf das Vorbild einer russischen Schetininschule bezog. Der Werbeflyer versprach, „durch den Kontakt des bioenergetischen Feldes“ könne man „elf Jahre Mathematik in zehn Tagen“ erfassen. Auf Nachfragen erklärte die Schulaufsichtsbehörde, das Konzept der Antragsteller zeige keine Verbindung zur Anastasiabewegung; sie hätten einen religiös-ideologischen Hintergrund verneint. Der Projektgründer und Investmentmanager Thomas Kochanek behauptete, er habe nie von der Bewegung gehört. Schetininprojekte fanden besonders in der Coronaleugnerszene Anklang, die sich während der Pandemie vernetzten und Homeschooling vorantrieben. So gründete der Zauberkünstler und Gedächtnistrainer Ricardo Leppe den Verein „Wissen schafft Freiheit“, der die pseudowissenschaftliche „Germanische Neue Medizin“, die Anastasialehren und sogenannte freie Schulen nach der Schetininmethode propagiert. Dafür warb auch eine „Graswurzel Schule“ der Maskengegnerin Prisca Würgler. Das „Lehrernetzwerk Schweiz“ wiederum warb für Ricardo Leppe. Dieser durfte am „Modelhof“ des Unternehmers Daniel Model auftreten. Zum für die Erlaubnis von Privatschulen zuständigen Bildungsrat in St. Gallen gehörte ein Politiker der SVP und Vertreter der coronaskeptischen Bewegung „Freunde der Verfassung“.
Im Sommer 2022 gründete der rechtsesoterische Verein Campus Vivere in Rikon eine Privatschule für die Primar- und Sekundarstufe, laut den Betreibern ein „Erster Internationaler Freier Lernort nach humanitärem Völkerrecht“. Der Verein beabsichtigte weitere Privatschulgründungen. Er hatte in den Monaten zuvor Vorträge zu „Reichsbürger“-Themen veranstaltet und die Schulerlaubnis im Kanton Zürich beantragt, nachdem der Kanton Thurgau Homeschooling verboten hatte. Die Schulwebseite verwies auf Zusatzausbildungen der Lernbegleiter „im Bereich Erfahrungslernen, Montessori, Steiner, Schetinin etc.“. An der Schultür hing ein „Schutzbrief“ des in Deutschland gegründeten „Instituts Trivium United“, das seinen Mitgliedern eigene Pässe ausstellt, um sie vor angeblichen staatlichen Übergriffen zu schützen. Das Institut hat Kontakte zum Lokal Siga Siga in Ternitz (Österreich), einem bekannten Treffpunkt für Rechtsextreme. Dennoch bewilligte die Züricher Schulbehörde die Privatschule für zunächst zwei Jahre. Sie gab an, erst durch Presseanfragen von den Reichsbürgerbezügen des Vereins erfahren zu haben, hielt aber an der Erlaubnis fest und wollte allenfalls konkreten Hinweisen auf Regelverstöße im Privatunterricht nachgehen.
Politiker verschiedener Parteien verlangten daraufhin bessere Kontrollmechanismen für Privatschulen und betonten die Unvereinbarkeit der Anastasia- und Reichsbürgerideologie mit dem Schweizer Volksschulgesetz. Drei Kantonsräte in Zürich stellten dazu im August 2022 eine parlamentarische Anfrage. Im November 2022 antwortete der Regierungsrat des Kantons Zürich, die Privatschule in Rikon sei nach den gesetzlichen Vorgaben erlaubt worden, und kündigte stichprobenartige Kontrollen an.

## Weitere Staaten
In Litauen entstand 2002 als erster Ableger der Bewegung in Kaunas der Club Skambantys kedrai, dann in Vilnius die Gruppe Gyvieji namai sowie etliche Familienheimstätten auf dem Land. In Riga (Lettland) und Tallinn (Estland) gibt es Anhängergruppen. Als „Kraftort“ und altertümliches Heiligtum gilt Anastasiapilgern das litauische Dorf Tverai. Landkommunen der Bewegung bestehen ferner in Belarus, der Ukraine, Ungarn und Tschechien. Die für die Verbreitung der Anastasia-Bewegung in Österreich bekannte Vera Weld lebt in einer Siedlung in Lovászpatona in Veszprém, Ungarn.
Weitere Anastasialandsitze entstanden in Australien, Nordamerika, Skandinavien und Südafrika, nach Eigenangaben auch in Italien und Peru.

## Einordnungen und Kritik
Der Religionswissenschaftler Matthias Pöhlmann und die Schweizer Fachstelle InfoSekta stellen rechtsesoterische, verschwörungsideologische, antisemitische, nationalistische und rassistische Bestandteile in der Anastasia-Ideologie und in Aussagen vieler ihrer Vertreter fest. Sie stufen den Anastasianismus daher als völkische, rechtsextreme Blut-und-Boden-Ideologie ein.
Laut dem Rechtsextremismusforscher Matthias Quent transportiert die Anastasia-Ideologie „kulturellen Rassismus und Antisemitismus“, jedoch „eher beiläufig“, etwa „um zu erklären, was an der modernen Welt alles schiefläuft.“ Dieses Muster sei auch vom Nationalsozialismus bekannt: Die moderne Gesellschaft sei dem Untergang geweiht und man müsse sich daraus auf die heimatliche Scholle oder Familienlandsitze zurückziehen. „Durch die Hintertür wird dann argumentiert, wer für diese angeblichen Zerstörungen verantwortlich sei und wie das richtige, angeblich natürliche Leben - nämlich auf eine Ordnung der Ungleichheit zwischen ‚Rassen‘ - auszusehen habe.“
Der Experte für die völkische Siedlerbewegung Marius Hellwig (Amadeu Antonio Stiftung) beurteilt Megres Aussagen über Juden als Relativierung des Holocaust: Mit klassischen antisemitischen Stereotypen mache er sie selbst für ihre Verfolgung verantwortlich.
Die Historikerin Laura Schenderlein kritisiert Megres Geschichte, „dass wir alle manipuliert sind und uns in einer Art Schlaf befinden, aus dem wir erweckt werden müssen, um zur Glückseligkeit zurückzukommen.“ Die Demokratie erscheine bei ihm als „Manipulationstechnik, der wir unterworfen sind, wo die Politiker die Marionetten darstellen, die uns nach ihren Vorstellungen tanzen lassen. Und im Hintergrund steht eine Elite, die die Fäden in der Hand hält.“ Er behaupte im „Nazi-Duktus“, dass die Juden den weltweiten Geldfluss kontrollieren und ein jüdischer Priesterkreis im Hintergrund uns alle manipuliere.
Bis Februar 2019 besaß die deutsche Bundesregierung keine Erkenntnisse zu rechtsextremen Hintergründen der Bewegung. Der Verfassungsschutz Sachsen-Anhalt ordnete den Verein Weda Elysia 2022 den „völkisch Siedelnden“ zu, „die durch nationalistische, antisemitische, rassistische und homophobe Ansichten geprägt“ seien. Dem Amt für Verfassungsschutz Thüringen zufolge benutzen die Mitglieder die Themen Naturschutz, Biolandbau und Brauchtum, um ihre Ideologie von „Volk und Heimat“ zu tarnen und in siedlungsschwachen Regionen umzusetzen. Dabei stufen Experten die Anastasia-Bewegung im deutschsprachigen Raum als Teil einer völkisch-rassistischen Landnahmebewegung ein, jedoch bisher nicht als gewaltbereite Gruppe. Im Juni 2023 stuften der Verfassungsschutz Brandenburg und das Bundesamt für Verfassungsschutz (BfV) die Bewegung als rechtsextremen Verdachtsfall ein. Das BfV beobachtet sie seither bundesweit. Laut dem BfV verbreiten die Anastasiabücher „antisemitische Ressentiments“, „demokratiefeindliche und rassistische Inhalte“. Juden würden als „Droh- und Strippenzieher“ dargestellt, die Wirtschaftskrisen oder Kriege anzettelten. Die Demokratie werde als „gefährlichste Illusion“ bezeichnet. BfV-Präsident Thomas Haldenwang verwies zudem auf „Verbindungen von Akteuren der Anastasia-Bewegung zu Reichsbürgern und Selbstverwaltern“.
Österreichs Bundesstelle für Sektenfragen behandelte die Anastasia-Bewegung, ihre Ideologie, ihre Schetinin- und Laisprojekte 2017 ausführlich und stellte die Haltung von beteiligten Eltern und Schülern an Fallbeispielen dar. Auffällig sei „Megres stark dichotomes Weltbild – hier die schädlich, negativ geschilderte ‚moderne‘ Welt mit Technik und Fortschritt, dort das ‚natürlich‘ bodenständig-traditionelle Leben auf der eigenen Scholle, der Mensch in einer idealisierten Verbindung mit der Natur, ‚das Natürliche‘ schlechthin. Es finden sich an mehreren Stellen auch antisemitische Passagen.“ Eine kritische Auseinandersetzung mit derartigen Aussagen sei in der Bewegung selbst nicht erkennbar. Die Esoterikexpertin Ulrike Schiesser von der Sektenstelle bestätigte 2023, mehrere Passagen in Megres Büchern seien „eindeutig antisemitisch“, und häufig tauchten bei ihm Verschwörungstheorien auf. Seit 2019 beobachtete Österreichs Bundesamt für Verfassungsschutz und Terrorismusbekämpfung (BVT), seit 2021 beobachtet die Direktion Staatsschutz und Nachrichtendienst die Bewegung.
Infolge kritischer Medienberichte gingen Anastasia-Anhänger dazu über, keine Informationen mehr zu veröffentlichen. Akteure der neurechten Szene versuchten 2019 erfolglos, kritische Publikationen wie das Werk Völkische Landnahme mit massenweisen Abmahnungen zu verhindern. Organisationen der Permakultur grenzten sich öffentlich gegen die Anastasia-Bewegung ab. Experten deuten deren Interesse an der Permakultur als Mittel, um die Permakulturszene zu unterwandern.
Nach Kritik an der Anastasia-Bewegung veröffentlichte das Schweizer Permakultur Magazin 2018 den Artikel «Permakultur und die ökologische Rechte». Dieser zeichnete den historischen Zusammenhang von Ökologie und Rechtsextremismus sowie die internen Debatten nach, die das Magazin zur Abgrenzung von Rechten führten. Der beteiligte Verein Permakultur Schweiz hatte 2017 ein rechtsextremes Vorstandsmitglied abgewählt, worauf weitere Mitglieder ausgetreten waren.
Teile der Bewegung werden zur Szene der Prepper und des „Survivalismus“ gezählt, die Katastrophenszenarien erwarten und sich mit Selbstversorgung und Rückzug in strukturschwache Gebiete darauf einzustellen versuchen. Dabei sollen die bei Anastasia-Anhängern bevorzugten Familien, „Sippen“ oder „Stämme“ einer zunehmend entsolidarisierten Gesellschaft begegnen, aber zugleich trotz des gepflegten völkischen Nationalismus weitgehend getrennt voneinander leben. In ihren trotz Ablehnung der Moderne genutzten Internetmedien finden Beiträge von Anastasiasiedlern über Selbstversorgung und Heimatliebe in der Survivalszene große Resonanz.
Durch die Proteste gegen Schutzmaßnahmen zur COVID-19-Pandemie in Deutschland wuchs die Anastasia-Bewegung noch stärker mit „Querdenkern“, „Reichsbürgern“ und weiteren alternativen bis rechtsextremen Milieus zusammen, vermehrte ihre Anhängerschaft und ihren Einfluss weit über die Themen Familienlandsitze und Selbstversorgung hinaus. Andreas Speit sieht sie daher seit 2021 als Teil einer antimodernen, sozialdarwinistischen „neuen Lebensreformbewegung“.
Die Fachstelle Radikalisierungsprävention und Engagement im Naturschutz (FARN) bestätigte 2022 nach der empirischen Auswertung digitaler Kanäle: „Die Anastasia-Bewegung befindet sich mitten drin im Netzwerk von völkischen Rechtsextremen und Anhänger*innen der Reichsideologie. Die Inhalte der Anastasia-Bewegung und von WSF [‚Wissen schafft Freiheit‘] haben zudem nachweislich den größten Einfluss auf die Gruppen, die den Protest gegen die Maßnahmen zur Pandemiebekämpfung organisieren (Eltern stehen auf und Freiheitsboten)“. FARN forderte daher eine stärkere sichtbare Abgrenzung von Aktiven im Nachhaltigkeitsbereich und Ökolandbau von rechtsesoterischen Ideologien.